# 王念基
王念基（1912年—2004年），男，直隶（今河北）雄县人，中国政治人物，曾任中华全国供销合作总社理事会副主任、党组成员，第四、五、六、七届全国政协委员。